# Yves Marie André
Yves Marie André (Châteaulin, 22. svibnja 1675. – Caen, 26. veljače 1764.), francuski isusovac, matematičar, filozof i esejist.

## Životopis
André je ušao u Družbu Isusovu 1693. godine. Bio je sklon galikanizmu i jansenizmu te je stoga smatran neprikladnim za izvršavanje crkvenih dužnosti. Ubrzo je postao kraljevski profesor matematike u Caenu.
On je najpoznatiji po svom "Eseju o ljepoti" (Essai sur le Beau), filozofski rad na temu estetike, koji ga je i proslavio.